# Marie Bouzková
Marie Bouzková (* 21. Juli 1998 in Prag) ist eine tschechische Tennisspielerin.

## Karriere
Bouzková, die im Alter von fünf Jahren im Klub der Eltern das Tennisspielen lernte, zog schon mit zehn nach Florida, um an der namhaften Akademie von Nick Bollettieri zu trainieren. Ihr größter Erfolg als Juniorin war der Gewinn der US Open 2014, als sie sich im Endspiel gegen Anhelina Kalinina durchsetzte und im gesamten Turnierverlauf ohne Satzverlust blieb. Zuvor hatte sie an der Seite von Dalma Gálfi schon das Doppelfinale des Juniorinnenwettbewerbs von Wimbledon erreicht, in dem sich die beiden Tami Grende und Ye Qiuyu geschlagen geben mussten. Durch ihre Erfolge bei den Grand-Slam-Turnieren kletterte sie in der Tennisweltrangliste der Juniorinnen bis auf Platz sieben.
2013 begann Bouzková auf der ITF Women’s World Tennis Tour zu spielen, nachdem sie in Katowice mit einer Wildcard für die Qualifikation ihr WTA-Debüt gegeben hatte, jedoch schied sie dort in der ersten Runde aus. Im darauf folgenden Jahr gewann sie ihren ersten Profititel, 2016 in Cuernacava zum ersten Mal ein Turnier der $25.000-Kategorie. Nach zwei weiteren ITF-Titeln Anfang 2017 gelang Bouzková in Biel erstmals die Qualifikation für das Hauptfeld eines WTA-Turniers, sie verlor aber in der ersten Runde gegen Barbora Strýcová. In London startete sie im selben Jahr erstmals in der Qualifikation eines Grand-Slam-Turniers und erreichte die zweite Runde. 2018 gab Bouzková nach erfolgreicher Qualifikation in New York ihren Einstand im Hauptfeld eines Grand-Slam-Turniers, als sie in der ersten Runde Ana Bogdan unterlag. In Québec gewann sie im Anschluss gegen Sessil Karatantschewa ihr erstes Match in der Hauptrunde eines WTA-Turniers.
2019 nahm Bouzkovás Karriere Fahrt auf, als sie zu Saisonbeginn in Brisbane aus der Qualifikation heraus die zweite Runde erreichte und in Guadalajara bei einem Turnier der WTA Challenger Series ins Finale vorstieß, das sie gegen Weronika Kudermetowa verlor. In Wimbledon überstand sie erstmals die Auftaktrunde eines Grand-Slam-Turniers, nachdem sie als Lucky Loser ins Hauptfeld nachgerückt war und dort in der ersten Runde Mona Barthel schlug. Es folgte ihr bislang wertvollster Titelgewinn bei einem ITF-Turnier der $80.000-Kategorie in Nur-Sultan und anschließend mit dem Einzug ins Halbfinale beim Rogers Cup in Toronto, wo sie mit Sloane Stephens in der zweiten Runde und Simona Halep im Viertelfinale (Aufgabe) gleich zwei Top-10-Spielerinnen besiegen konnte, das beste Abschneiden in ihrer bisherigen Laufbahn. Im Halbfinale musste sie sich Serena Williams in drei Sätzen geschlagen geben. Durch die Erfolge schloss Bouzková die Saison 2019 erstmals unter den 100 Besten der Welt ab.
Vor dem coronabedingten Saisonabbruch erreichte sie in Acapulco ihr erstes Endspiel auf der WTA-Tour, in dem sie Elina Switolina in drei engen Sätzen unterlag. Bei den aufgrund der Pandemie in New York stattfindenden Western & Southern Open erreichte sie nach Wiederaufnahme der Saison das Achtelfinale. Ihre gute Form konnte Bouzková zunächst über die Winterpause hinweg bewahren und erreichte bei der Phillip Island Trophy 2021 in Melbourne Anfang 2021 nach ihrem Sieg über Bianca Andreescu im Halbfinale ihr zweites WTA-Finale, das sie in drei Sätzen gegen Darja Kassatkina verlor. Im Anschluss an eine weitere Halbfinalteilnahme in Guadalajara, erzielte Bouzková mit Platz 46 ihre bislang höchste Weltranglistenposition, hatte in der Folge aber mit mehreren kleineren Verletzungen zu kämpfen und fiel in der Weltrangliste zurück. Besser lief es für sie im Doppel mit dem jeweiligen Einzug ins Viertelfinale von Wimbledon, der US Open sowie dem WTA-1000-Turnier von Indian Wells an der Seite ihrer Landsfrau Lucie Hradecká. Mit ihr zusammen konnte sie mit Siegen in Birmingham nach einem Finalerfolg über Ons Jabeur und Ellen Perez sowie in Prag, wo sie im Endspiel Viktória Kužmová und Nina Stojanović bezwangen, auch ihre ersten beiden WTA-Titel erringen.
Bei den Australian Open überstand sie 2022 nach zuletzt acht Erstrundenniederlagen hintereinander wieder die erste Runde eines Grand-Slam-Turniers im Einzel. Auch bei Wimbledon Championships 2022 erreichte sie bereits das Achtelfinale, indem sie u. a. die Top-10-Spielerin Danielle Collins aus den USA in drei Sätzen besiegte.
Am 7. November 2023 spielte sie erstmals für die tschechische Billie-Jean-King-Cup-Mannschaft.

## Turniersiege

### Einzel
| Nr. | Datum            | Turnier            | Kategorie   | Belag     | Finalgegnerin        | Ergebnis      |
| --- | ---------------- | ------------------ | ----------- | --------- | -------------------- | ------------- |
| 1.  | 5. Oktober 2014  | Hilton Head Island | ITF $10.000 | Sand      | Natalja Wichljanzewa | 7:5, 6:1      |
| 2.  | 21. Juni 2015    | Grand Baie         | ITF $10.000 | Hartplatz | Lou Brouleau         | 6:3, 6:4      |
| 3.  | 28. Juni 2015    | Grand Baie         | ITF $10.000 | Hartplatz | Jaeda Daniel         | 7:5, 6:2      |
| 4.  | 5. Juli 2015     | La Possession      | ITF $10.000 | Hartplatz | Ilze Hattingh        | 6:2, 6:3      |
| 5.  | 23. Januar 2016  | Petit-Bourg        | ITF $10.000 | Hartplatz | Théo Gravouil        | 6:4, 6:1      |
| 6.  | 21. Februar 2016 | Cuernavaca         | ITF $25.000 | Hartplatz | Lauren Albanese      | 0:6, 6:0, 6:1 |
| 7.  | 14. Mai 2016     | Monzón             | ITF $10.000 | Hartplatz | Jessika Ponchet      | 6:4, 6:4      |
| 8.  | 12. Juni 2016    | Puszczykowo        | ITF $10.000 | Hartplatz | Walerija Sawinych    | 6:2, 6:0      |
| 9.  | 19. Februar 2017 | Perth              | ITF $25.000 | Hartplatz | Markéta Vondroušová  | 1:6, 6:3, 6:2 |
| 10. | 12. März 2017    | Orlando            | ITF $15.000 | Sand      | Victoria Rodríguez   | 7:5, 5:7, 6:0 |
| 11. | 18. März 2018    | Irapuato           | ITF $25.000 | Hartplatz | Kristína Kučová      | 6:4, 6:0      |
| 12. | 21. Juli 2019    | Nur-Sultan         | ITF W80     | Hartplatz | Natalija Kostić      | 6:3, 6:3      |
| 13. | 31. Juli 2022    | Prag               | WTA 250     | Hartplatz | Anastassija Potapowa | 6:0, 6:3      |
| 14. | 26. Juli 2025    | Prag               | WTA 250     | Hartplatz | Linda Nosková        | 2:6, 6:1, 6:3 |

### Doppel
| Nr. | Datum            | Turnier    | Kategorie   | Belag     | Partnerin             | Finalgegnerinnen                    | Ergebnis          |
| --- | ---------------- | ---------- | ----------- | --------- | --------------------- | ----------------------------------- | ----------------- |
| 1.  | 20. Juni 2015    | Grand Baie | ITF $10.000 | Hartplatz | Rosalie van der Hoek  | Ilze Hattingh Madrie Le Roux        | 6:3, 7:5          |
| 2.  | 14. April 2019   | Istanbul   | ITF W80     | Hartplatz | Rosalie van der Hoek  | Ilona Kramen Iryna Schymanowitsch   | 7:5, 6:72, [10:5] |
| 3.  | 21. Juli 2019    | Nur-Sultan | ITF W80     | Hartplatz | Vivian Heisen         | Wlada Kowal Kamilla Rachimowa       | 7:68, 6:1         |
| 4.  | 20. Juni 2021    | Birmingham | WTA 250     | Rasen     | Lucie Hradecká        | Ons Jabeur Ellen Perez              | 6:4, 2:6, [10:8]  |
| 5.  | 18. Juli 2021    | Prag       | WTA 250     | Hartplatz | Lucie Hradecká        | Viktória Kužmová Nina Stojanović    | 7:63, 6:4         |
| 6.  | 24. April 2022   | Istanbul   | WTA 250     | Sand      | Sara Sorribes Tormo   | Natela Dsalamidse Kamilla Rachimowa | 6:3, 6:4          |
| 7.  | 8. Oktober 2023  | Peking     | WTA 1000    | Hartplatz | Sara Sorribes Tormo   | Chan Hao-ching Giuliana Olmos       | 3:6, 6:0, [10:4]  |
| 8.  | 15. Oktober 2023 | Seoul      | WTA 250     | Hartplatz | Bethanie Mattek-Sands | Luksika Kumkhum Peangtarn Plipuech  | 6:2, 6:1          |
| 9.  | 28. Juni 2025    | Eastbourne | WTA 250     | Rasen     | Anna Danilina         | Hsieh Su-wei Maya Joint             | 6:4, 7:5          |

## Karrierestatistik und Turnierbilanz

### Einzel
Die letzte Aktualisierung erfolgte nach den Wimbledon Championships 2025.
| Turnier                   | 2017             | 2018             | 2019             | 2020              | 2021              | 2022              | 2023              | 2024      | 2025      | T / T     | S/N       | Sieg%     |
| ------------------------- | ---------------- | ---------------- | ---------------- | ----------------- | ----------------- | ----------------- | ----------------- | --------- | --------- | --------- | --------- | --------- |
| Australian Open           | –                | Q3               | Q1               | 1                 | 1                 | 2                 | 1                 | 1         | 1         | 0 / 6     | 1:6       | 14 %      |
| French Open               | –                | Q2               | 1                | 1                 | 1                 | 2                 | 1                 | 3         | 3         | 0 / 7     | 5:7       | 42 %      |
| Wimbledon                 | Q2               | Q2               | 2                | n. a.             | 1                 | VF                | AF                | 2         | 2         | 0 / 6     | 10:6      | 63 %      |
| US Open                   | Q1               | 1                | 1                | 1                 | 1                 | 2                 | 3                 | 2         |           | 0 / 7     | 4:7       | 36 %      |
| Doha                      | a. K.            | –                | a. K.            | –                 | a. K.             | –                 | a. K.             | 2         | –         | 0 / 1     | 1:1       | 50 %      |
| Dubai                     | –                | a. K.            | –                | a. K.             | –                 | a. K.             | 2                 | 1         | –         | 0 / 2     | 1:2       | 33 %      |
| Indian Wells              | –                | –                | Q1               | n. a.             | 1                 | 3                 | 2                 | 2         | 1         | 0 / 5     | 3:5       | 38 %      |
| Miami                     | –                | –                | Q2               | n. a.             | 1                 | 2                 | 3                 | 1         | 1         | 0 / 5     | 2:5       | 29 %      |
| Madrid                    | –                | –                | –                | n. a.             | 1                 | AF                | 3                 | –         | 2         | 0 / 4     | 4:4       | 50 %      |
| Rom                       | –                | –                | –                | 2                 | –                 | –                 | AF                | –         | 3         | 0 / 3     | 5:3       | 63 %      |
| Kanada                    | –                | –                | HF               | n. a.             | 1                 | 1                 | AF                | 1         |           | 0 / 5     | 6:5       | 55 %      |
| Cincinnati                | –                | –                | –                | AF                | Q2                | 2                 | VF                | 1         |           | 0 / 4     | 6:4       | 60 %      |
| Guadalajara               | n. a. bzw. a. K. | n. a. bzw. a. K. | n. a. bzw. a. K. | n. a. bzw. a. K.  | n. a. bzw. a. K.  | HF                | –                 | a. K.     | a. K.     | 0 / 1     | 4:1       | 80 %      |
| Peking                    | –                | –                | Q2               | nicht ausgetragen | nicht ausgetragen | nicht ausgetragen | 1                 | –         |           | 0 / 1     | 0:1       | 0 %       |
| Wuhan                     | –                | –                | 2                | nicht ausgetragen | nicht ausgetragen | nicht ausgetragen | nicht ausgetragen | 1         |           | 0 / 2     | 1:2       | 33 %      |
| Billie Jean King Cup      | –                | –                | –                | –                 | –                 | –                 | RR                | RR        | q         | 0 / 3     | 3:1       | 75 %      |
| Statistik                 | Statistik        | Statistik        | Statistik        | Statistik         | Statistik         | Statistik         | Statistik         | Statistik | Statistik | S/N       | S/N       | Sieg%     |
| Gewonnene Titel           | 2                | 1                | 1                | 0                 | 0                 | 1                 | 0                 | 0         | 0         | Gesamt: 5 | Gesamt: 5 | Gesamt: 5 |
| Gesamt-Siege/-Niederlagen | 40:23            | 45:25            | 44:27            | 15:12             | 16:21             | 42:14             | 27:23             | 27:22     | 16:14     | 272:181   | 272:181   | 60 %      |
| Jahresendposition         | 187              | 142              | 57               | 51                | 89                | 26                | 34                | 45        |           | N/A       | N/A       | N/A       |

Zeichenerklärung: S = Turniersieg; F, HF, VF, AF = Einzug ins Finale / Halbfinale / Viertelfinale / Achtelfinale; 1, 2, 3 = Ausscheiden in der 1. / 2. / 3. Hauptrunde; KF (kleines Finale) = unterlegen im Spiel um Platz drei; RR = Round Robin (Gruppenphase); n. a. = nicht ausgetragen; a. K. = andere Kategorie; PO (Play-off) = Auf- und Abstiegsrunde im Billie Jean King Cup; K1, K2, K3 = Teilnahme in der Kontinentalgruppe I, II, III im Billie Jean King Cup.
Anmerkung: Diese Statistik berücksichtigt alle Ergebnisse im Einzel bei ITF- und WTA-Turnieren. Als Quelle dient die ITF- und WTA-Seite der Spielerin. Dargestellt sind nur WTA-Turniere der Kategorien Premier Mandatory und Premier 5 (2009–2020) bzw. die WTA-Turniere der Kategorie 1000 (seit 2021).

### Doppel
| Turnier         | 2020 | 2021 | 2022 | 2023 | 2024 | 2025 | Karriere |
| --------------- | ---- | ---- | ---- | ---- | ---- | ---- | -------- |
| Australian Open | 1    | 1    | 2    | 2    | 1    | 1    | 2        |
| French Open     | 2    | 1    | —    | VF   | 2    | —    | VF       |
| Wimbledon       |      | VF   | 2    | HF   | 2    | 2    | HF       |
| US Open         | —    | VF   | —    | —    | AF   |      | VF       |

## Weltranglistenpositionen am Saisonende
| Jahr   | 2013 | 2014 | 2015 | 2016 | 2017 | 2018 | 2019 | 2020 | 2021 | 2022 | 2023 | 2024 |
| ------ | ---- | ---- | ---- | ---- | ---- | ---- | ---- | ---- | ---- | ---- | ---- | ---- |
| Einzel | 1195 | 497  | 378  | 257  | 187  | 142  | 57   | 51   | 89   | 26   | 34   | 45   |
| Doppel | –    | –    | 1069 | –    | –    | 1103 | 214  | 111  | 34   | 73   | 23   | 49   |

## Auszeichnungen
- WTA Karen Krantzcke Sportsmanship Award – 2020[2]